# Johan Ferdinand Canth
Johan Ferdinand Canth, född 23 november 1835 i Sjundeå i Storfurstendömet Finland, död 13 juli 1879 i Jyväskylä, var en finlandssvensk lektor vid Jyväskylä seminarium och make till Minna Canth.

## Biografi
Johan Ferdinand Canths föräldrar var Karl Fredrik Canth (1798-1849) och Anna Forselius (1797-1871). Fadern  var kaplan i Pälkäne. 
Johan Canth tog studenten år 1857 och avlade examen som filosofie kandidat år 1862. År 1865 gifte han sig med Minna Canth i Kuopio. Canth arbetade som lektor inom naturvetenskap vid Jyväskylä seminarium. År 1871 köpte han, tillsammans med lektor Karl Gustaf Göös och Heikki Fabian Helinen, Jyväskylä boktryckeri av Wolmar Schildt och började att trycka tidningen Keksi-Suomi. Tryckeriet såldes senare  till företaget Weilin+Göös, grundat av K. G. Göös och Alexander Georg Weilin.